# يوهان كرويف
هندريك يوهانس كرويف (بالهولندية: Hendrik Johannes Cruijff) (25 أبريل 1947 – 24 مارس 2016)، المعروف باسم يوهان كرويف. كان لاعب كرة قدم هولندي يلعب في مركز المهاجم و الوسط المهاجم
صاحب فكرة اللعب الشامل وكان كرويف العقل المخطط وراء إنجازات منتخب هولندا لكرة القدم. يعتبر من أفضل اللاعبين على مستوى العالم من حيث السرعة الهائلة والمهارة وسرعة البديهة بالمراوغة والتسديدات المقوسة من داخل وخارج منطقة الجزاء. وقد اختاره بيليه ضمن قائمة أفضل 125 لاعب حي في مارس 2004.
توفي في 24 مارس 2016 في مدينه برشلونة بعد معاناة مع سرطان الرئة.

## مسيرته الكروية

### أياكس

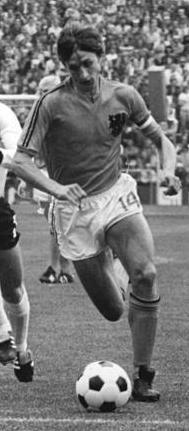
يوهان كرويف

في أحد المنازل المجاورة لملعب لومير الخاص بنادي أياكس أمستردام الهولندي كان صبي لا يتجاوز الثامنة من عمره يتسلق جدار الملعب المواجه لبيته على الرغم من تحذيرات والده الذي كان يعمل بقّالا وذلك لمشاهدة تمارين فريقه المفضل أياكس امستردام متمنيا أن يرتدي ألوانه في أحد الأيام. وكان بعض الأحيان يحضر بمساعدة من والدته التي كانت تعمل كمنظّفة في نادي أياكس فكان من الطبيعي أن يتعلق الابن بالنادي الذي تعمل فيه والدته وهي التي كانت تصطحبه معها في بعض الأحيان.. وخلال الفترة التي كانت تعمل فيها كان هو يداعب الكرة مع فتية من عمره فشاهده أحد المهتمين في النادي ولمس الموهبة لديه فسجله على الفور وهو في سن العاشرة ومن هنا انطلق الفتى الموهوب يوهان نحو النجومية ولم يبلغ السابعة عشرة من عمره حتى انضم للفريق الأول بالنادي ولم يكن ذلك سهلاً فأياكس يعتبر أحد أعظم الأندية الأوروبية.
وسيبقى الرقم 14 الذي حمله طوال مسيرته رمزا لفن كرويف الذي كان يملك انطلاقة سريعة وذكاء حادا في التعامل مع الكرة حتى أُطلق عليه لقب «بيليه الأبيض». ويقينا لو قدر لكرويف أن يحرز كأس العالم ولو مرة واحدة لنافس بلا شك الملك بيليه على لقب أفضل لاعب في العالم.
وتدرج كرويف في صفوف صغار أياكس ثم الناشئين قبل أن يعطيه المدرب الشهير رينوس ميكلز فرصته بين الكبار للمرة الأولى ضد ليفربول الإنكليزي وكان في الثامنة عشرة من عمره عام 1967.
أُقيمت المباراة في امستردام ضمن الدور الثاني من مسابقة كأس أبطال أندية أوروبا في امستردام وسط ضباب كثيف لم يكن ليحجب الإنجاز الذي حققه «المبتدئ» حيث قاد فريقه إلى فوز كبير 5–2. ثم ساهم كرويف في بلوغ فريقه نهائي المسابقة ذاتها عام 1969 لكنه مُني بهزيمة ثقيلة أمام ميلان الإيطالي 1–4. ولم تنل الخسارة من كرويف وزملائه فبعد سنتين كان أياكس قد أصبح رائد الكرة الحديثة في ما عرف آنذاك بالكرة الشاملة التي تعتمد على دفاع المنطقة وضغط متواصل على الخصم وتكامل بين خطوطه الثلاثة أي أن الكل يهاجم والكل يدافع في آن واحد. وتربّع أياكس بقيادة كرويف على العرش الأوروبي ثلاث سنوات متتالية في 1971، 1972 و1973.

### برشلونة
انتقل في عام 1973 إلى نادي برشلونة الإسباني، وفي أول موسم له مع برشلونة فاز بلقب بطولة الدوري بعد غياب 14 عاما. فاز كرويف خلال مسيرته الكروية بجائزة أفضل لاعب أوروبي ثلاث مرات.

## مسيرته الدولية

### كأس العالم 1974
قاد منتخب بلاده الرائع للمباراة النهائية بكأس العالم 1974 في ألمانيا الغربية وأمتع العالم بمهاراته، وشعر الكثيرين بخيبة أمل لأنه لم يتمكن من الفوز بالكأس عندما خسر بالمباراة النهائية أمام ألمانيا الغربية 1–2. وكانت هذه المباراة الوحيدة التي خسر فيها في هذه البطولة. وقد فاز في نفس البطولة على البرازيل (2–1).
ووقف الجمهور وصفقوا له وتمنوا أن يفوز بالكاس القادمة لكنه لم يلعب البطولة لأسباب سياسية.

### اعتزاله وعودته
اعتزل كرويف اللعب قبل كأس العالم 1978 بسبب تلقيه تهديداً بالقتل في حالة سفره للأرجنتين. عاد كرويف للعب من جديد عام 1979 وذلك في دوري أمريكا الشمالية قبل أن يعود إلى إسبانيا ثم عاد بعدها إلى ناديه الأصلي أياكس حيث فاز معه بلقبين للدوري قبل أن ينهي مسيرته الرائعة مع فينورد الهولندي عام 1984.

## مسيرته التدريبية
عاد كرويف إلى ملاعب كرة القدم مجدداً وإلى ناديه السابق برشلونة الإسباني. ولكن ليس لاعب بل مدرب بين عامي 1988 و1996 قام كرويف بالإشراف على تدريب النادي ونجح في تشكيل فريق قوي عرف بالفريق الحلم للمدينة الكاتالونية ضم في صفوفه الهداف التاريخي روماريو والنجوم العباقرة ستويشكوف ولاودروب ورونالد كومان وياكيرو وغوارديولا وزوبيزاريتا وغيرهم واستطاع الحصول على بطولة الدوري لأربع مواسم متتالية وعلى بطولة دوري أبطال أوروبا مرة واحدة عام 1992 ولا أحد يمكنه أن ينسى الدرس القاسي الذي لقنه رجال كرويف لغريمهم التقليدي ريال مدريد حين فاز الفريق الكاتالوني بخمسة أهداف نظيفة على ملعب كامب نو موسم 1993–94 يومها سجل روماريو 3 أهداف. 11 بطولة هي مجموع ما حققه نادي البارسا تحت قيادة كرويف.

## الإنجازات

### كلاعب

#### النادي
أياكس
- الدوري الهولندي الممتاز (8): 1965–66، 1966–67، 1967–68، 1969–70، 1971–72، 1972–73، 1981–82، 1982–83
- كأس هولندا (5): 1966–67، 1969–70، 1970–71، 1971–72، 1982–83
- كأس أوروبا (3): 1970–71، 1971–72، 1972–73
- كأس السوبر الأوروبي (1): 1972
- كأس الإنتركونتيننتال (1): 1972

 برشلونة
- الدوري الإسباني (1): 1973–74
- كأس ملك إسبانيا (1): 1977–78

 فاينورد
- الدوري الهولندي الممتاز (1): 1983–84
- كأس هولندا (1): 1983–84

#### المنتخب
هولندا
- كأس العالم الوصيف: 1974
- بطولة أمم أوروبا المركز ثالث: 1976

### مدربًا
أياكس
- كأس هولندا (2): 1985–86، 1986–87
- كأس الكؤوس الأوروبية (1): 1987

 برشلونة
- الدوري الإسباني (4): 1990–91، 1991–92، 1992–93، 1993–94
- كأس ملك إسبانيا (1): 1989–90
- كأس السوبر الإسباني (3): 1991، 1992، 1994
- كأس أوروبا (1): 1991–92
- كأس السوبر الأوروبي (1): 1992
- كأس الكؤوس الأوروبية (1): 1989
- دوري أبطال أوروبا الوصيف: 1993–94

### الفردية
كلاعب

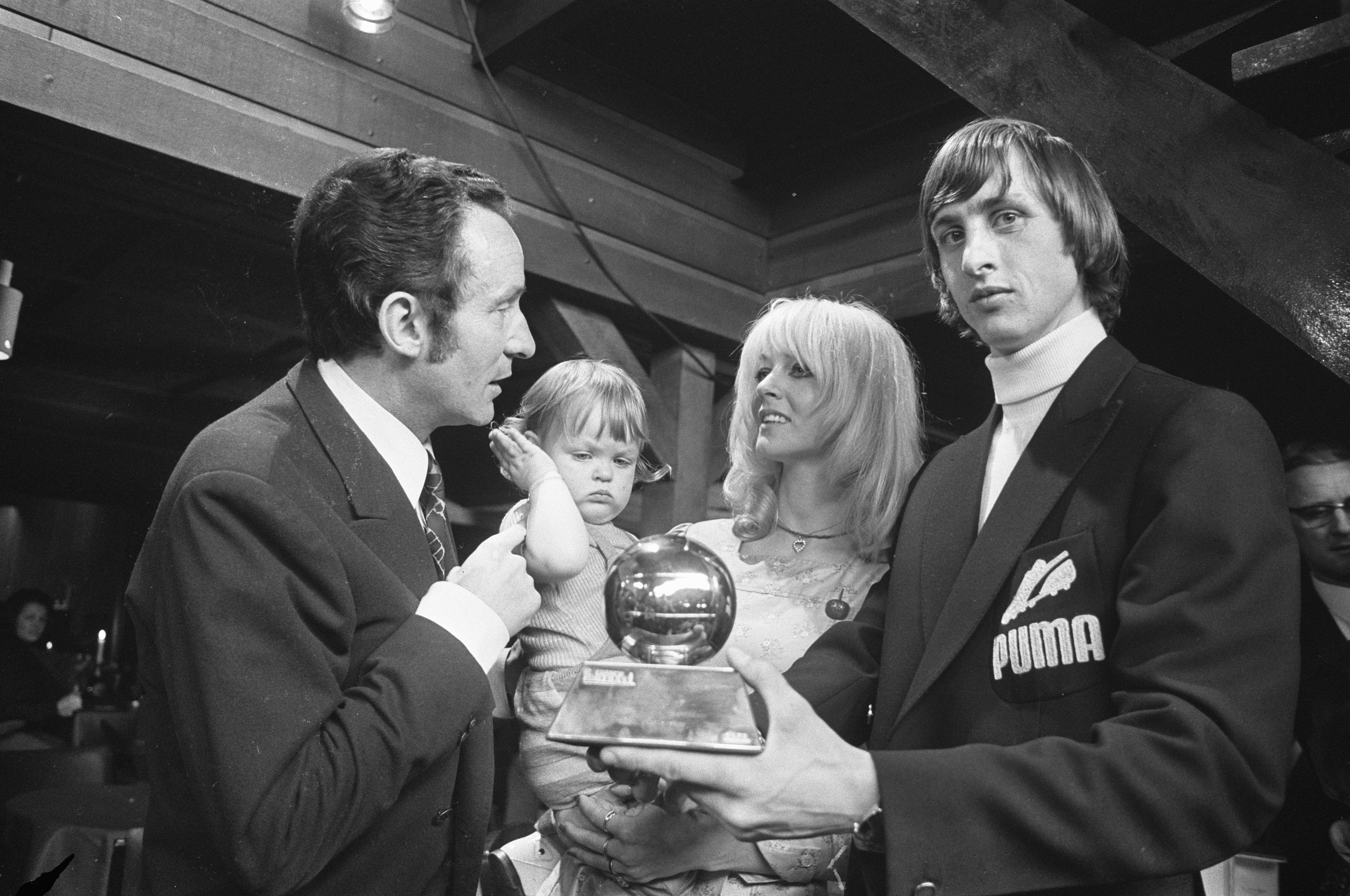
يوهان كرويف يستلم جائزة الكرة الذهبية لعام 1971.

- لاعب هولندا للعام (3): 1968،[5] 1972،[6] 1984.
- جائزة الكرة الذهبية (3): 1971، 1973، 1974; المركز الثالث: 1975.[7]
- أفضل رياضي هولندي (2): 1973، 1974.
- كأس العالم – الكرة الذهبية (1): 1974.[8]
- كأس العالم – فريق البطولة (1): 1974.[9]
- جائزة دون بالون (2): 1977، 1978.[10]
- أفضل لاعب في الدوري الأمريكي (1): 1979
- فريق الفيفا لكأس العالم (1): 1994.[11]
- فريق الأحلام في بطولة كأس العالم (1): 2002.[12]
- فريق العالم في القرن العشرين[11]
- فيفا 100[13]
- أعظم 11 لاعب في التاريخ (1): 2013.[14]

كمدرب
- جائزة وورد سوكر لأفضل مدير فني (1): 1987
- جائزة دون بالون (2): 1991، 1992
- جائزة أونزي الذهبية (2): 1991، 1992

## وفاته
توفي كرويف يوم 24 مارس 2016 عن عمر يناهز 68 عاماً بعد معاناة من صراع طويل مع المرض العضال حيث تراجعت في الآونة الأخيرة صحته
بشكل ملحوظ. وقام الأطباء بتشخيص المرض لدى النجم الهولندي السابق في منتصف شهر أكتوبر 2015، في مدينة برشلونة، ومن ثم خضع لفحوصات للتعرف على مدى تطور مرض سرطان الرئة لديه.

### تداعيات وفاته
أعلن في هولندا الحداد رسمياً بعد وفاة يوهان كرويف، ونكست الأعلام في ملعب «أمستردام أرينا» وقرّر العاملون في متجر النادي استبدال جميع القمصان على تماثيل العرض بقميص كرويف رقم 14، ونعى ملك هولندا كرويف ونشرها على صفحته على الفيس بوك بقوله:
ونُكّست الأعلام في العاصمة أمستردام يوم وفاة كرويف رسمياً، ونعاه الاتحاد الهولندي للكرة القدم في بيان رسمي فور إعلان وفاته وكذلك رئيس الاتحاد المحلي للعبة الذي قال أن كرة القدم الهولندية خسرت أفضل لاعب في تاريخها، وأكّد أنه سيشتاق لكرويف شخصياً.

وقد نعته عدة أندية ولاعبين وفاعلين في عالم كرة القدم على رأسهم نادي برشلونة النادي الذي تألق معه لاعباً ومدرباً على مدار عدة سنوات وحقق معه عديد الألقاب في بيان رسمي على موقعه، وكذلك نعاه نادي ريال مدريد في بيان رسمي، ونعاه نادي أتليتكو مدريد، ونادي باريس سان جيرمان الذي لعب له في دورة باريس عام 1975، وعدة لاعبين مثل ليونيل ميسي ولويس سواريز وأندريس إنييستا ومدرب منتخب إسبانيا فيسنتي ديل بوسكي ورئيس الفيفا السابق السويسري سيب بلاتر وثلّة من اللاعبين السابقين مثل الألماني فرانتس بكنباور والبلغاري هريستو ستويتشكوف (الذي دربه كرويف في برشلونة) والأرجنتيني دييجو مارادونا والفرنسي ميشيل بلاتيني الذي وصف كرويف بأنه أعظم لاعب في كرة القدم على مر العصور.
وفي أول مباراة خاضها نادي برشلونة النادي الذي لعب معه ودربه كرويف في معقلة كامب نو، والتي جمعته مع غريمة ريال مدريد في مباراة الكلاسيكو التي أُقيت مساء 2 نيسان 2016 احتفت الجماهير بكرويف ورفعت لافتات الشكر له ووقف اللاعبين والجماهير دقيقة صمت قبيل انطلاقة المباراة، وحملت الدقيقة 14 (رمزاً للرقم الذي ارتداه كرويف بقميص برشلونة) وقوف الجماهير مجدداً لتحيتة.

## وصلات خارجية
- يوهان كرويف على موقع IMDb (الإنجليزية)
- يوهان كرويف على موقع الموسوعة البريطانية (الإنجليزية)
- يوهان كرويف على موقع ميوزك برينز (الإنجليزية)
- يوهان كرويف على موقع إن إن دي بي (الإنجليزية)
- يوهان كرويف على موقع ديسكوغز (الإنجليزية)
- يوهان كرويف على موقع قاعدة بيانات الفيلم (الإنجليزية)
- معلومات شاملة عن يوهان كرويف من الموقع الرسمي للفيفا باللغة العربية

- يوهان كرويف على موقع IMDb (الإنجليزية)
- يوهان كرويف على موقع الموسوعة البريطانية (الإنجليزية)
- يوهان كرويف على موقع ميوزك برينز (الإنجليزية)
- يوهان كرويف على موقع إن إن دي بي (الإنجليزية)
- يوهان كرويف على موقع ديسكوغز (الإنجليزية)
- يوهان كرويف على موقع قاعدة بيانات الفيلم (الإنجليزية)
- يوهان كرويف على موقع الاتحاد الدولي (مؤرشف)  (الإنجليزية)
- يوهان كرويف على موقع الاتحاد الأوربي (الإنجليزية)
- يوهان كرويف على موقع قاعدة بيانات كرة القدم.إي يو (الإنجليزية)
- يوهان كرويف على موقع ليكيب (الفرنسية)
- يوهان كرويف على موقع ناشيونال فوتبول تيمز (الإنجليزية)
- يوهان كرويف على موقع Soccerbase.com (لاعب) (الإنجليزية)
- يوهان كرويف على موقع Soccerway.com (الإنجليزية)
- يوهان كرويف على موقع عالم كرة القدم.نت (الإنجليزية)